# شو يي
شو يي (بالفرنسية: Xu Yi)‏ هي معلمة موسيقى وملحنة فرنسية، ولدت في 1963 في نانجينغ في الصين.